# Ioannis Frangoudis
Ioannis Frangoudis  (en grec Ιωάννης Φραγκούδης, Limassol, Xipre, 1863 - Staten Island, Nova York, Estats Units, 19 d'octubre de 1916) era un oficial de l'exèrcit grec que arribà al rang de tinent general que va prendre part en els Jocs Olímpics de 1896, Atenes.
Frangoudis disputà quatre de les cinc proves de què constava el programa olímpic de tir en els Jocs de 1896 a més de servir com a secretari al sub-comitè de Tir.
Va començar disputant la prova de rifle militar, que passà a liderar després de la primera sèrie de 10 trets. Amb tot, en la segona i quarta sèries els seus resultats quedaren molt per sota de les puntuacions dels seus principals rivals. Frangoudis finalment acabà segon darrere Georgios Orfanidis, amb 1.312 punts, per 1.583 del seu compatriota. El danès Viggo Jensen acabà en tercera posició a tan sols 7 punts de Frangoudis.
En la prova de pistola ràpida Frangoudis va ser el vencedor, derrotant a Georgios Orfanidis, amb 344 punts contra 249. La seva darrera medalla, de bronze, l'aconseguí en la prova de pistola lliure, en quedar rere Sumner Paine i Holger Nielsen.
També disputà la prova de Pistola militar, però s'hagué de conformar amb la quarta posició final.
Frangoudis s'havia graduat a l'exèrcit el 1885. Després de participar en els Jocs va intervenir en la guerra grecoturca de 1897, i fou ascendit a coronel. Amic del rei Jordi I, estava present quan el rei fou assassinat a Salònica el 1913.